# Johannes Rau
Johannes Rau, född 16 januari 1931 i Wuppertal, död 27 januari 2006 i Berlin, var en tysk politiker (socialdemokrat). Han var Tysklands förbundspresident 1999–2004.
Innan Rau blev president var han under tjugo år ministerpresident i det största förbundslandet Nordrhein-Westfalen, mellan 1978 och 1998. I förbundsdagsvalet i Västtyskland 1987 var Rau sitt partis kanslerkandidat, men valet vanns av den sittande kristdemokratiske förbundskanslern Helmut Kohl.
Rau var gift med Christina Delius, dotterdotter till den före detta förbundspresidenten Gustav Heinemann. Efter presidentperioden genomgick han två hjärtoperationer som han aldrig hämtade sig ifrån.